# Liparis bicornis
Liparis bicornis är en orkidéart som beskrevs av Henry Nicholas Ridley. Liparis bicornis ingår i släktet gulyxnen, och familjen orkidéer. Inga underarter finns listade i Catalogue of Life.